# برج المؤيد
برج المؤيد المعروف أيضا باسم برج الظلام هو ناطحة سحاب تجارية تقع في ضاحية السيف من العاصمة البحرينية المنامة. قامت شركة الفجيرة الوطنية للمقاولات ببائه وبلغت تكلفته 53 مليون دولار (20 مليون دينار بحريني) هيكل البرج مربع اعتيادي ويبلغ ارتفاعه 172 متر. قام بتصميم البرج المهندس المعماري البحريني مازن العمران. معظم مكاتب المؤيد تم تأجيرها على شركات تجارية. كان أطول برج في البحرين حتى تم بناء مرفأ البحرين المالي ومركز التجارة العالمي البحرين وأبراج اللؤلؤ. من المعروف أيضا أن برج المؤيد يسمى برج الظلام بسبب التلوين الظلامي للزجاج والحوائط الخارجية. يدير تأجير مكاتب برج المؤيد شركة كلاتونز.

## البناء
تم تقسيم عملية البناء برمّتها إلى مرحلتين. كانت مرحلة الأولى بناء البرج نفسه بينما المرحلة الثانية بناء مواقف سيارات من ثمانية طوابق يمكن أن يستوعب 1050 سيارة. تم الانتهاء من المرحلة الأولى في نوفمبر 2003 وانتهت المرحلة الثانية في عام 2004 وكان برج المؤيد أطول مبنى في البحرين في الفترة من 2001 حتى عام 2008 بارتفاعه البالغ 172 متر مع طوابقه 42 و 6 مصاعد عامة و مساحة أرضية إجمالية تبلغ 48400 متر مربع. برج المؤيد أول مبنى في البحرين يمتلك مهبط خاص للطائرات حيث بنيت على الجزء العلوي من المبنى.

## المرافق
يقدم برج المؤيد مساحة البيع بالتجزئة في مجمعه الذي يشمل الطابق الأرضي والأوسط وله مدخل مستقل على الجانب الشمالي للمبنى. تم بناء هوائيات معززة من جميع مزودي خدمات الاتصالات الرئيسية في البحرين وهذا يعني أن الإشارة لا تضيع حتى في أي مصعد من المصاعد الستة. يقدم جميع الطوابق مساحة للهوائيات مما يعطي برج المؤيد حجم أكبر نسبيا من باقي المباني الأخرى في منطقة السيف فقد كان مركزا لمزودي خدمات الاتصالات لوضع الهوائيات على برج المؤيد لإعطاء أفضل استقبال لبقية المنامة.

## الإدارة
يدير استثمارات مكاتب برج المؤيد شركة كلاتونز منذ عام 2006. يقع مقر شركة كلاتونز في الطابق العشرين من البرج.